# Ю, Аарон
Аарон Ю (англ. Aaron Yoo, кор. 에런 유 ; род. 12 мая 1979, Ист-Брансуик, Нью-Джерси, США) — американский актёр театра и кино, снявшийся в нескольких популярных фильмах в ролях второго плана.

## Биография
Аарон Ю родился в Ист-Брансуике, Нью-Джерси в семье корейцев. У Ю есть старшая сестра. Во время учёбы в школе East Brunswick High играл на виолончели в школьном оркестре, а также занимался бегом. Во время учёбы в Пенсильванском университете состоял в студенческом братстве Sigma-Nu. Окончил университет в 2001 году.

### Карьера
Играл в таких театральных постановках, как «Овечий источник» по драме Лопе де Вега (2002), Cellophane (2003), «Где мы живём» (Where Do We Live) и Savage Acts (обе — 2004). В 2005 году выступил в роли обозревателя в программе «Cinema AZN».
Относительную известность актёру принесли роли в фильмах «Паранойя» и «Американское прошлое» (оба — 2007). В 2008 году актёр появился в триллере «Двадцать одно», романтической комедии «Будь моим парнем на пять минут», драме «Безумие» и комедии «Временно беременна», а в 2009-м снялся в ремейке фильма ужасов «Пятница, 13». Во время съёмок этого фильма у актёра воспалился аппендицит. После операции по его удалению Ю вернулся на съёмочную площадку. По сюжету его герой умирал — оставшийся шрам был использован для кадров, в которых изображено его мёртвое тело.

## Фильмография

### Кинематограф
| Кино | Кино                           | Кино                             | Кино                               | Кино                      |
| Год  | Название                       | В оригинале                      | Роль                               | Примечания                |
| ---- | ------------------------------ | -------------------------------- | ---------------------------------- | ------------------------- |
| 2005 | То, что случается только ночью | Things That Go Bump In The Night | Бред                               |                           |
| 2006 | Только для сухой чистки        | Dry Clean Only                   | Служащий химчистки                 |                           |
| 2007 | Гранит науки                   | Rocket Science                   | Хэстон                             |                           |
| 2007 | Американское прошлое           | American Pastime                 | Лайл Номура                        |                           |
| 2007 | Паранойя                       | Disturbia                        | Ронни                              |                           |
| 2008 | Безумие                        | The Wackness                     | Джастин                            |                           |
| 2008 | Двадцать одно                  | 21                               | Чой                                |                           |
| 2008 | 364 журавля                    | 364 Cranes                       | Томми                              |                           |
| 2008 | Будь моим парнем на пять минут | Nick & Norah’s Infinite Playlist | Том                                |                           |
| 2009 | Пятница, 13                    | Friday the 13th                  | Чюи                                |                           |
| 2009 | Хороший парень                 | The Good Guy                     | Стив-О                             |                           |
| 2009 | Временно беременна             | Labor Pains                      | Майлз                              |                           |
| 2009 | Геймер                         | Gamer                            | Humanz Dude                        |                           |
| 2010 | Кошмар на улице Вязов          | A Nightmare On Elm Street        | Маркус Йеон                        | Камео, не указан в титрах |
| 2011 | Она хочет меня                 | She Wants Me                     | Макс                               |                           |
| 2011 | 10 лет спустя                  | 10 Years                         | Питер Джанг                        |                           |
| 2014 | Малыш-каннабис                 | Kid kannabis                     | Брендан Батлер                     |                           |
| 2016 | Финансовый монстр              | Money Monster                    | Вон Джун                           |                           |
| 2017 | Убить Гюнтера                  | Killing Gunther                  | Йонг, китайский специалист по ядам |                           |
| 2021 | Волшебный дракон               | Wish Dragon                      | Покетс                             | Мультфильм, озвучивание   |

| Телевидение | Телевидение                         | Телевидение                       | Телевидение          | Телевидение |
| Год         | Название                            | В оригинале                       | Роль                 | Примечания  |
| ----------- | ----------------------------------- | --------------------------------- | -------------------- | ----------- |
| 2003        | Эд                                  | Ed                                | Студент Итан         | 1 эпизод    |
| 2004        | Закон и порядок: Специальный корпус | Law & Order: Special Victims Unit | Томми                | 1 эпизод    |
| 2006        | Продюсер                            | Love Monkey                       | Штатный сотрудник #2 | 1 эпизод    |
| 2006        | Дневники Бедфорда                   | The Bedford Diaries               | Джеймс Фонг          | 6 эпизодов  |
| 2008        | Скорая помощь                       | ER                                | Кван Ли              | 1 эпизод    |
| 2010        | До смерти красива                   | Drop Dead Diva                    | Эдвард Ким           | 1 эпизод    |
| 2013-2014   | Люди будущего                       | The Tomorrow People               | Рассел Квон          |             |
| 2016-2017   | Стартап                             | StartUp                           | Алекс Белл           |             |
| 2018        | Гавайи 5.0                          | Hawaii Five-0                     | Хидеки Таширо        | 2 эпизода   |